# Singuri pe întuneric
Singuri pe întuneric (Alone in the Dark) este un film de groază american din 1982, regizat de Jack Sholder. Rolurile principale sunt interpretate de actorii Jack Palance, Donald Pleasence și Martin Landau.

## Distribuție
- Jack Palance - Frank Hawkes
- Donald Pleasence - Dr. Leo Bain
- Martin Landau - Byron "Preacher" Sutcliff
- Dwight Schultz - Dr. Dan Potter
- Erland Van Lidth - Ronald "Fatty" Elster
- Deborah Hedwall - Nell Potter
- Lee Taylor-Allan -  Toni Potter
- Phillip Clark - Tom Smith / John "Bleeder" Skaggs
- Elizabeth Ward - Lyla Potter
- Carol Levy - Bunky
- Keith Reddin - Billy
- Gordon Watkins - Detective Burnett
- Brent Jennings - Ray Curtis
- Frederick Coffin - Jim Gable
- Annie Korzen - Marissa Hall
- Lin Shaye	- Receptionist at Haven

## Legături externe
- Singuri pe întuneric la Internet Movie Database
- Singuri pe întuneric la CineMagia
- Singuri pe întuneric la Netflix

## Vezi și
- Listă de filme americane din 1982
- Listă de filme cu intrare prin efracție în casă